# Karl Lagerfeld

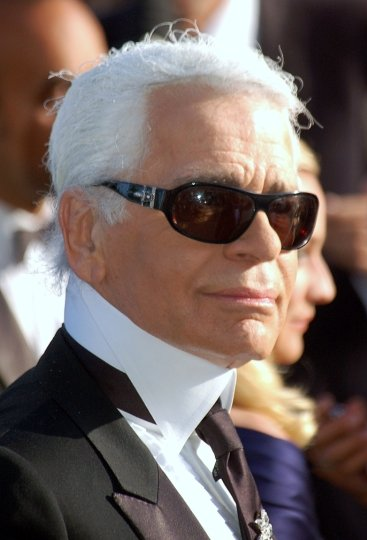
Karl Lagerfeld

Karl Lagerfeld (születési neve Karl Otto Lagerfeldt) (Hamburg, 1933. szeptember 10. – Párizs, 2019. február 19.) német divattervező, kreatív igazgató, jelmeztervező és fényképész.

## Élete

### Család, gyermekkor
Lagerfeld születési dátumaként ugyan szívesen adta meg az 1938-as évet, a Bild am Sonntag hetilap kutatása azonban  a szülei által annak idején közzétett születési évet, 1933-at  erősítette meg, csakúgy, mint az előkerült hamburgi keresztelési anyakönyv. Önmaga fiatalításával akarta elkerülni, hogy születését a Harmadik Birodalom születésével hozzák összefüggésbe. A születési dátum módosításával Lagerfeld nem csak 1933-tól távolodott el, hanem közvetve azt is bizonyította, hogy a második világháború idején még túl fiatal volt volna ahhoz, hogy megértse és felfogja az akkori borzalmakat.
Édesapja, Otto Lagerfeld egy tehetős hamburgi tejgyáros volt,  aki jómódú borkereskedő családból származott, illusztris üzletember és poliglott volt, kilenc nyelven beszélt. Folyékonyan beszélt oroszul, az első világháború elején még az orosz állampolgárságot is megpróbálta megszerezni, ami kémkedéssel való vádoláshoz és hároméves vlagyivosztoki börtönbüntetéshez vezetett, végül az 1917-es orosz forradalom után térhetett vissza Németországba. Anyai nagyapja, Karl Bahlmann, a Katolikus Centrumpárt helyi politikusa volt, családja a római katolikus egyházhoz tartozott. Szülei 1930-ban házasodtak össze. Karl volt az egyetlen fiú a családban, két nővére volt, Martha Christiane és Thea Sabina.
Lagerfeld 2009 februárjában a France2 francia televíziócsatornán adott interjújában azt mondta, hogy "sem 1933-ban, sem 1938-ban" nem született. A divattervező halála után derítették ki, hogy születésének évében, 1933 májusában szülei beléptek a náci pártba, illetve rabszolgamunkásokat is foglalkoztattak a családi vállalkozásukban.  A fentiek tükrében érthető, hogy a későbbi divatpápa titkolta fiatalkori éveit és nem szívesen beszélt szüleiről sem.
A család 1949-ben visszatért Hamburgba, Lagerfeld két évig a Bismarck-iskolában folytatta tanulmányait. Divattervezőként való elhivatottsága 1949. december 13-ra nyúlik vissza, amikor elkísérte édesanyját egy Christian Dior divatbemutatóra a hamburgi Esplanade Hotelbe. A fiatal Karl lelkes rajzoló volt, ezért elkezdte a modelleket lerajzolni.

### Párizs
1952-ben Lagerfeld és édesanyja Németországból Párizsba, a divat akkori fővárosába utazott. Állami iskolában, majd a Lycée Montaigne-ben tanult, szabadidejének nagy részét a főváros utcáin barangolva és moziba járva töltötte. "Állandóan a moziban ültem, hogy a francia akcentusomon dolgozzam." Rajzkészsége lehetővé tette számára, hogy 1954-ben divatillusztrátorként kezdjen el megélhetést találni. Ugyanezen év november 25-én a Woolmark márka által szervezett "Nemzetközi Gyapjú Titkárság" versenyen első díjat kapott a kabátok kategóriájában.
1959-ben Karl Lagerfeldet kinevezték Jean Patou divattervező művészeti igazgatójává. Idővel az apjához hasonlóan poliglott (folyékonyan beszélt németül, franciául és angolul), önmagát "divatzsoldosnak" nevező tervező szabadúszóként, szerződéses alapon folytatta pályafutását, és egymás után Franciaország, Olaszország, Németország és Japán számára is tervezett kollekciókat. 1963-ban új utat nyitott a készruhák bevezetésének, és megalkotta a Chloé divatmárka kiegészítőit, amelyek húsz éven át, 1983-ig éltek. 1965-től 2019-ben bekövetkezett haláláig a római Fendi divatháznak is dolgozott, amelynek ő tervezte a logóját is. A Fendi és Karl Lagerfeld 2015-ben ünnepelték aranylakodalmukat, ami a leghosszabb együttműködést jelentette egy tervező és egy divatház közös életében.
1983-ban Karl Lagerfeldet nevezték ki az összes haute couture, ready-to-wear  és kiegészítő kollekció kreatív igazgatójává a Chanelnél, amely akkoriban a tönk szélén állt, és amelynek üzletét neki kellett újraindítania. Lagerfeld újítása volt, hogy cégarc(ulat)okat választott és tette meg őket teljes márkaképviselőknek. Először Inès de La Fressange modellt, majd Vanessa Paradis énekesnőt, színésznőt választotta a Chanel arculatának képviseletére, akit sok alkalommal fotózott rangos divatmagazinok számára és szerepeltette őt számos reklámkampányban is (parfümök, táskák, kozmetikumok).
Lagerfeld 1990-től menedzselte Claudia Schiffert, akiből támogatásával topmodell vált, és aki 1993-ban egy Korán-idézetekkel díszített Lagerfeld-mídert mutatott be egy botrányos bemutatón. Lagerfeld személyes jelképévé vált dioptriás napszemüvege és lófarokban hordott haja. Híressé vált modelljeivel szemben tanúsított szigorúságáról például a testsúly tekintetében, ami, két párizsi tizenéves modell fogyókúrából eredő halála után komoly felháborodást szült. (Saját maga a 3D diéta segítségével szintén radikális módon szabadult meg komoly túlsúlyától).
2006-ban egy autorizált interjúban nyilatkozott első ízben az évtizedekkel korábban AIDS-ben elhunyt élettársáról, a francia arisztokrata Jacques de Bascher volt modellről, akit múzsájának tartott. Bascher később Yves Saint-Laurent-nel megcsalta Lagerfeldet, de még így is hűséges maradt volt társa emlékéhez, többé nem ismerkedett volt barátja halála után, később hamburgi házát Villa Jakónak nevezte, valamint piacra dobott egy Jako nevű parfümöt is.

## A divattervező
Egy női kabáttal nyerte el 1955-ben az IWS (Nemzetközi Gyapjútanács) díját. Ennek segítségével kapott állást a Pierre Balmain-divatházban. Gyapjúkabátja később Balmainnél a kollekció része lett. 1958-ban a Jean Patou-házhoz szerződött, de nagyon hamar szabadúszóként a Valentino, a Krizia és a Fendi számára is dolgozni kezdett. 1964-ben három évre megszakította divatipari tevékenységét, és beiratkozott egy művészeti főiskolára.
Az igazi nemzetközi elismerést az 1972-es év hozta meg számára fekete-fehér aszimmetrikus szabású kollekciójával. Ezt követően már a Coco Chanel prêt-à-porter részlegének vezető tervezőjeként dolgozott, újabb mérföldkő az 1983-as Chloé-kollekciója volt. Lagerfeld 1984-tól használta a Lagerfeld Gallery nevű saját vonalát saját kreativitása kibontakoztatására, amely az "intellektuális szexualitás" eszménye köré épült. A kollekció vizuális márkaüzenetét a minőségi szabás és a merész ready-to-wear darabok, mint például a kardigán kabátok élénk színpalettával alakította ki. Cégét 2004-ben az amerikai Tommy Hilfiger-konszernnek adta el. Márkanevei: LAGERFELD GALLERY (később: LAGERFELD COLLECTION), KARL LAGERFELD POUR FEMMES és KARL LAGERFELD POUR HOMMES, de 2004-ben tervezett a svéd Hennes & Mauritz (H&M) számára is, olcsóbb árfekvésben.
1980–1984 között Lagerfeld vendégtanár volt a bécsi iparművészeti egyetemen (Universität für angewandte Kunst Wien), itt utóda Jil Sander.
Színházi jelmeztervezőként is tevékeny volt, így 1978-ban a genovai operában (Arthur Schnitzler: A zöld kakadu, rendező: Luca Ronconi), 1980-ban a bécsi Burgtheaterben, 1982-ben a milánói Scalában (Berlioz: A trójaiak) és 1990-ben a Salzburgi Ünnepi Játékokon (egy Hugo von Hofmannsthal drámában) működött közre.
2002-ben Lagerfeld társult Renzo Rossóval, a Diesel alapítójával, hogy egy különleges farmercsaládot tervezzenek a Lagerfeld Gallery néven futó saját kollekciójához. Az új farmer kollekciót Lagerfeld tervezte, a Diesel kreatív csapata készítette és Lagerfeld 2003-ban a párizsi divathéten tartott divatbemutatóján mutatta be.  A párizsi bemutatót követő nyilatkozatában Rosso azt mondta: "Megtiszteltetés számomra, hogy találkozhattam korunk eme divatikonjával. Karl a kreativitást, a hagyományt és a kihívást képviseli, és az a tény, hogy a Dieselre gondolt ehhez az együttműködéshez, nagyszerű ajándék számunkra." Ezt követően a kollekciót a Diesel és Lagerfeld által kiválasztott kiskereskedelmi üzletekben kezdték el árusítani és a piacra dobást követő első héten szinte a teljes készletet elkapkodták átlag 500 dolláros áron.
2006 decemberében Lagerfeld bejelentette egy új, férfiaknak és nőknek egyaránt szóló K Karl Lagerfeld névre keresztelt kollekció bevezetését, amely testre szabott pólókat és farmerek széles választékát tartalmazta.
2010 novemberében Lagerfeld és a svéd Orrefors kristálygyártó cég bejelentette, hogy együttműködnek egy kristályművészeti kollekció megtervezésében. 2011 tavaszán jelent meg az első kollekció Orrefors by Karl Lagerfeld néven.
Lagerfeld szenvedélyes fényképész volt,  a Vogue-nak és a Harper’s Bazaarnak is rendszeresen készített címlapfotókat. 2012-ben kiadta The Little Black Jacket című fotóalbumát, amelyben művészek, modellek és barátai voltak a szereplők.
2014-ben a Palm Beach Modern Auctions bejelentette, hogy Lagerfeld számos korai vázlatát elárverezik és a bevételt a római Tiziani ház számára ajánlják fel.
Lagerfeldet 2015 novemberében a British Fashion Awardson a "kiemelkedő teljesítményért" díjjal tüntették ki. A díjat Anna Wintour, az amerikai Vogue főszerkesztője adta át.
Lagerfeld halála előtt elkészült utolsó Chanel-kollekciója alpesi témájú, après-ski ruhákból állt. Mivel azt kérte, hogy ne legyen semmiféle temetési szertartás, ezért a kollekció halála utáni bemutatóján csak egy perces néma csenddel adóztak az emlékének. A Coco Chanel mellett az ő képével díszített székek voltak csak "the beat goes on" felirattal. Bár Lagerfeld igyekezett elébe menni a halálával kapcsolatos érzelmi reakcióknak, sok modellje és rajongója mégis zokogott a divatbemutatón.

## Halála, hagyatéka
A huszadik századi divattörténet ikonikus alakja 2019. február 19-én, 85 éves korában a párizsi külvárosban, Neuilly-sur-Seine-ben található Amerikai Párizsi Kórházban halt meg prosztatarák szövődményei miatt. Az utolsó hetekben is dolgozott, a Fendi őszi kollekciójának bemutatójára küldött instrukciókat. Januárban szokásával ellentétben kihagyta a Chanel két jelentős párizsi divatbemutatóját, de cége távolmaradását fáradtsággal magyarázta. Ez volt az első alkalom évtizedek óta, hogy a bemutató végeztével nem hajolt meg az ünneplő közönség előtt.
Nem kért hivatalos temetést, a tervek szerint elhamvasztották és a hamvakat titkos helyeken szórták szét édesanyja, valamint néhai élettársa, Jacques de Bascher hamvai mellé.
Bár lakása illetve kastélya volt Biarritzban, Monte Carlóban, Rómában és New Yorkban, Lagerfeld Párizsban lakott életvitelszerűen. Elképesztő gazdagságban élt. Halálakor 200 millió dollárra tették a vagyonát, melynek nagy részét burmai macskája, Choupette örökölte, csakúgy mint 300 ezer könyvet számláló magánkönyvtárát. Choupette mellett a 2008-ban, 18 évesen Lagerfeld szoros barátjává vált Baptiste Giabiconi modellnek is bőven jutott az örökségből,  aki közel 70 millió dollárral lett gazdagabb, hála Lagerfeldnek.
A Lagerfeld-hagyatékot több részletben bocsátották elárverezésre Münchenben, Párizsban, Monacóban és Kölnben. A monacói és párizsi birtokai 2021 decemberében kerültek kalapács alá, és összesen 18,2 millió eurót értek, melyet a németországi ingatlanértékesítések tovább növeltek. A Sotheby's által rendezett aukciókon 4,2 millió euró bevételt hoztak, ez több mint hétszerese volt a kikiáltási áraknak.

## Emléke
Lagerfeldre számos nagyszabású eseményen emlékeztek halálát követően, az egyik legmonumentálisabb ezek közül a 2023. május 1-én a New York-i Metropolitan Művészeti Múzeumban megrendezett Met Gala 2023 "Karl Lagerfeld: A szépség vonala" címmel tisztelgett a híres divattervező előtt. A tiszteletadáson jelen lévő hírességek között volt Nicole Kidman, Naomi Campbell, Dua Lipa és Gisele Bundchen, akik egyenesen a Chanel archívumából választották a megjelenésük kellékeit. Sok más, az elhunythoz közel álló személyiség is jelen volt az emlékeezésen, köztük Carla Bruni, Kate Moss és Cara Delevingne.

## Ars poetica
,,Önmagam karikatúrája vagyok, jól is van ez így, tetszik. A velencei karnevál nálam egész évben tart."
,,Én nagyon is földhözragadt vagyok. Csak nem ezen a földön."

## Kitüntetései
- 1993 Lucky Strike Designer Award
- 1996 Kulturpreis der Deutschen Gesellschaft für Photographie
- 1989 és 2005 Bambi-díj